# (15041) Paperetti
(15041) Paperetti (1998 XB5) – planetoida z pasa głównego asteroid okrążająca Słońce w ciągu 3,39 lat w średniej odległości 2,26 j.a. Odkryta 8 grudnia 1998 roku.